# Dugny
Die französische Stadt Dugny ist ein nordöstlicher Vorort von Paris mit 11.723 Einwohnern (Stand 1. Januar 2022), circa zwölf Kilometer vom Stadtzentrum entfernt. Sie gehört zum Département Seine-Saint-Denis. Die Einwohner werden Dugnysiens genannt.

## Geographie
Ein Drittel des Flughafens Le Bourget liegt auf dem Gebiet der Gemeinde Dugny, einschließlich des Hauptgebäudes und des Musée de l’air et de l’espace (Luft- und Raumfahrtmuseum), trotzdem wurde der Flughafen nach der Nachbargemeinde Le Bourget benannt. Ein kleiner Teil der Gemeinde liegt auf dem Gebiet des Parc de La Courneuve.

## Geschichte
Der Name der Stadt kommt vom gallo-römischen duniacom, was so viel wie „Bezwinger“ bedeutet. Ein großer Teil der Stadt wurde während des Zweiten Weltkriegs zerstört.

## Sehenswürdigkeiten
- Musée de l’air et de l’espace (Luft- und Raumfahrtmuseum)

## Verkehr
Dugny hat keinen Bahnanschluss. Der nächste Bahnhof ist Le Bourget an der RER-Linie B.

## Persönlichkeiten
- Florence Malgoire (1960–2023), Violinistin und Dirigentin
- Sophie Briard-Auconie (* 1963), Politikerin
- Fabrice Flahutez (* 1967), Kunsthistoriker und Filmemacher
- Kader Attia (* 1970), französischer Künstler
- Larbi Benboudaoud (* 1974), französischer Judoka, Weltmeister 1999 und Olympiasieger 2000